# 包斯特尔特
包斯特尔特是德国莱茵兰-普法尔茨州的一个市镇。总面积4.48平方公里，总人口485人，其中男性248人，女性237人（2011年12月31日），人口密度108人/平方公里。